# Alfred Lergetporer
Alfred Kasimir Friedrich Lergetporer (Vienna, 7 luglio 1909 – Vienna, 10 aprile 1970) è stato un pallanuotista austriaco.
È stato un giocatore di pallanuoto austriaco che ha partecipato alle Olimpiadi estive del 1936.